# Alberto Bettiol
Alberto Bettiol (Poggibonsi, 29 oktober 1993) is een Italiaans wielrenner die anno 2024 rijdt voor Astana Qazaqstan. 

## Wielerloopbaan
Alberto Bettiol werd in 2011 Europees kampioen tijdrijden bij de junioren en behaalde nog enkele mooie resultaten als junior. In 2014 werd hij profrenner bij het Italiaanse Cannondale, dat kort daarna met de Amerikaanse Garminploeg fusioneerde.
Als jonge profrenner rijdt Bettiol vooral in dienst van de ploeg. In 2016 won hij het puntenklassement van de Ronde van Polen en werd hij derde in het eindklassement. Ruim een maand later werd hij tweede in de Bretagne Classic, vierde in de Grote Prijs van Quebec en zevende in de Grote Prijs van Montreal, wedstrijden van World Tourniveau. In 2018 maakte hij de overstap naar de BMC-ploeg, wat geen succes werd door blessures, het stopzetten van de ploeg en het feit dat Bettiol niet zo goed in de trainingssfeer van de ploeg paste.
In 2019 keerde Bettiol terug naar de ploeg van manager Jonathan Vaughters : EF Education First Pro Cycling. Hij liet zich meteen opvallen door een tweede plaats in de afsluitende tijdrit van de Tirreno-Adriatico. Hoewel de meeste Italiaanse renners niet goed rijden tijdens de Vlaamse klassiekers, werd hij vierde in de E3 Binckbank Classic. De week erop won hij solo de Ronde van Vlaanderen na een aanval op de Oude Kwaremont. Hij boekte zo zijn eerste profzege.

## Belangrijkste overwinningen

### Jeugd
2011
 Europees kampioen tijdrijden, Junioren
1e en 3e etappe Giro della Lunigiana
Eindklassement Giro della Lunigiana

### Elite
2016
Puntenklassement Ronde van Polen
2018
1e etappe Tirreno-Adriatico (TTT)
2019 - 1 zege
Ronde van Vlaanderen
2020 - 1 zege
5e etappe Ster van Bessèges (ITT)
2021 - 1 zege
18e etappe Ronde van Italië
2023- 1 zege
Proloog Tour Down Under
2024 - 4 zeges
Milaan-Turijn
2e etappe Boucles de la Mayenne
Eindklassement Boucles de la Mayenne
 Italiaans kampioen op de weg, elite
Totaal: 9 zeges (waarvan 8 individuele UCI-zeges)

## Resultaten in voornaamste wedstrijden
| Jaar | Ronde van Italië | Ronde van Frankrijk | Ronde van Spanje |
| ---- | ---------------- | ------------------- | ---------------- |
| 2014 |                  |                     |                  |
| 2015 |                  |                     |                  |
| 2016 | 86e              |                     |                  |
| 2017 |                  | 90e                 |                  |
| 2018 |                  |                     |                  |
| 2019 |                  | 69e                 |                  |
| 2020 |                  | 62e                 |                  |
| 2021 | 30e (1)          |                     |                  |
| 2022 |                  | 41e                 |                  |
| 2023 | 48e              | 83e                 |                  |
| 2024 |                  | opgave              |                  |
| 2025 |                  |                     |                  |

| Jaar | Milaan-San Remo | Gent-Wevelgem | Ronde van Vlaanderen | Parijs-Roubaix | Amstel Gold Race | Luik-Bast.‑Luik | Ronde van Lombardije | Clásica San Sebastián | Strade Bianche | E3 Harelbeke |  | WK op de weg |  | Wereldranglijsten |
| ---- | --------------- | ------------- | -------------------- | -------------- | ---------------- | --------------- | -------------------- | --------------------- | -------------- | ------------ |  | ------------ |  | ----------------- |
| 2014 |                 |               |                      |                | opgave           | opgave          |                      |                       | 97e            |              |  |              |  |                   |
| 2015 |                 |               |                      |                | opgave           |                 | 89e                  |                       | opgave         |              |  |              |  |                   |
| 2016 |                 | opgave        | opgave               |                | 37e              |                 | opgave               |                       |                |              |  |              |  | 20e (UWT)         |
| 2017 | 37e             | 32e           | 24e                  |                | opgave           |                 | opgave               | 6e                    | opgave         | 10e          |  | 28e          |  | 106e (UWT)        |
| 2018 | 95e             | 121e          | opgave               |                | opgave           | opgave          | opgave               |                       | opgave         |              |  |              |  | 339e (UWT)        |
| 2019 | 36e             | opgave        | ↑                    |                | 71e              | opgave          |                      |                       | 78e            | 4e           |  | 25e          |  | 52e (UWR)         |
| 2020 | 18e             | 4e            | 16e                  |                |                  | opgave          | opgave               |                       | 4e             |              |  | 18e          |  |                   |
| 2021 | 109e            | opgave        | 28e                  |                |                  |                 |                      |                       | 23e            | 44e          |  |              |  |                   |
| 2022 | 131e            |               | opgave               |                | opgave           | 69e             | opgave               | opgave                |                |              |  | 8e           |  |                   |
| 2023 | 54e             | opgave        |                      |                |                  |                 |                      | 12e                   | opgave         | 15e          |  | 10e          |  |                   |
| 2024 | 5e              |               | 9e                   | opgave         |                  |                 |                      |                       | 24e            | opgave       |  |              |  |                   |
| 2025 | 57e             |               |                      |                |                  |                 |                      |                       | opgave         |              |  |              |  |                   |

### Resultaten in kleinere rondes
| Jaar | Tour Down Under | Parijs-Nice | Tirreno-Adriatico | Ronde van Californië | Critérium du Dauphiné | Ronde van Zwitserland | Ronde van Polen | Eneco Tour | Ronde van Peking |
| ---- | --------------- | ----------- | ----------------- | -------------------- | --------------------- | --------------------- | --------------- | ---------- | ---------------- |
| 2014 | 104e            |             |                   |                      |                       |                       |                 | opgave     | 47e              |
| 2015 |                 |             |                   |                      |                       | 108e                  | opgave          | opgave     |                  |
| 2016 | 74e             |             |                   |                      |                       |                       | ↑               | opgave     |                  |
| 2017 |                 |             | 56e               | 43e                  | 56e                   |                       |                 |            |                  |
| 2018 |                 |             | 89e               |                      |                       |                       | 45e             |            |                  |
| 2019 | 76e             |             | 11e               |                      | opgave                |                       |                 |            |                  |
| 2020 |                 | 44e         |                   |                      |                       |                       |                 |            |                  |
| 2021 |                 |             | 84e               |                      |                       |                       |                 |            |                  |
| 2022 |                 |             |                   |                      |                       | opgave                |                 |            |                  |
| 2023 | 37e (1)         |             |                   |                      |                       |                       |                 |            |                  |
| 2024 |                 |             | 40e               |                      |                       | opgave                |                 | 10e        |                  |
| 2025 | 67e             |             | opgave            |                      |                       |                       |                 |            |                  |

(*) tussen haakjes aantal individuele etappeoverwinningen

## Ploegen
- 2014 –  Cannondale
- 2015 –  Team Cannondale-Garmin
- 2016 –  Cannondale-Drapac Pro Cycling Team[1]
- 2017 –  Cannondale-Drapac Pro Cycling Team
- 2018 –  BMC Racing Team
- 2019 –  EF Education First Pro Cycling
- 2020 –  EF Education First Pro Cycling
- 2021 –  EF Education-Nippo
- 2022 –  EF Education-EasyPost
- 2023 –  EF Education-EasyPost
- 2024 –  EF Education-EasyPost (tot 14/8) [2]
- 2024 –  Astana Qazaqstan (vanaf 15/8)[2]
- 2025 –  XDS Astana Team

Basso · Bennett · Bettiol · Bodnar · Boivin · Caruso · De Marchi · Formolo · Gatto · King · Koch · Koren · Krizek · Longo Borghini · Marangoni · Marcato · Marino · Mohorič · Moser · Ratto · Sabatini · J. Sagan · P. Sagan · Salerno · Sarmiento · Villella · Viviani · Wurf
Acevedo · van Baarle · Bauer · Bettiol · Brown · Cardoso · Danielson · Dombrowski · Formolo · Haas · Hesjedal · Howes · T.King · B.King · Koren · Langeveld · Marangoni · Martin · Mohorič · Moser · Navardauskas · Norman Hansen · Skjerping · Slagter · Talansky · Villella · Zepuntke · Bovenhuis (stagiair) · Mullen (stagiair)
van Baarle · Bauer · Bettiol · Bevin · Breschel · Brown · Cardoso · Clarke · Craddock · Dombrowski · Formolo · Gaimon · Howes · King · Koren · Langeveld · Marangoni · Moser · Mullen · Navardauskas · Rolland · Skjerping · Skujiņš · Slagter · Talansky · Urán · Villella · Wippert · Woods · Zepuntke · Dibben (stagiair)
van Baarle · Bettiol · Bevin · Brown · Canty · Carthy · S. Clarke · W. Clarke · Craddock · Dombrowski · Formolo · Howes · Koren · Langeveld · Mullen · Phinney · Rolland · Scully · Skujiņš · Slagter · Talansky · Urán · Van Asbroeck · Vanmarcke · Villella · Wippert · Woods · Monk (stagiair)
Bettiol · Bevin · Bohli · Bookwalter · Caruso · De Marchi · Dennis   · Drucker · Frankiny · Gerrans · Küng · Porte · Roche · Roelandts · Rosskopf · Schär · Scotson · Teuns · Van Avermaet  · van Garderen · Van Hooydonck · Ventoso · Vliegen · Wyss
Bennett · van den Berg · Bettiol · Breschel · Brown · Caicedo · Carthy · Clarke · Craddock · Docker · Dombrowski · Higuita · Hofland · Howes · Kangert · Langeveld · Martínez · McLay · Modolo · Morton · Owen · Phinney · Scully · Urán · van Garderen · Vanmarcke · Villalobos · Whelan · Woods
Bennett · Bettiol · Caicedo · Carthy · Clarke · Cort · Craddock · Docker · Guerreiro · Halvorsen · Higuita · Hofland · Howes · Kangert · Keukeleire · Langeveld · Martínez · Morton · Owen · Powless · Rutsch · Scully · Urán · Van den Berg · Van Garderen · Vanmarcke · Villalobos (tot 1 augustus) · Whelan · Woods · Bissegger (stagiair)
Arroyave Cañas · Barta · Beppu · Van den Berg · Bettiol · Bissegger · Caicedo · Camargo · Carr · Carthy · Cort · Craddock · Docker · El Fares · Van Garderen tot en met 21 juni · Guerreiro · Higuita · Hofland · Howes · Keukeleire · Langeveld · Morton · Nakane · Owen · Powless · Rutsch · Scully · Urán · Valgren · Whelan
Arroyave Cañas · Bettiol · Bissegger   · Caicedo · Camargo · Carr · Carthy · Cepeda (vanaf 1/8) · Chaves · Cort · Doull · Eiking · Guerreiro · Healy · Howes (tot 31/7) · Keukeleire · Kudus · Langeveld · Morton (tot 31/7) · Nakane · Padun · Piccolo (vanaf 1/8) · Powless · Quinn · Rutsch · Scully · Shaw · Steinhauser · Urán · Valgren · J. van den Berg · M. van den Berg · Wiśniowski
Amador · Bettiol · Bissegger   · Caicedo · Camargo · Carapaz · Carr · Carthy · Cepeda · Chaves · Cort · de Bod · Doull · Eiking · Healy · Honoré · Keukeleire · Kudus · Padun · Piccolo · Powless · Quinn · Rutsch · Scully · Shaw · Steinhauser · Urán · J. van den Berg · M. van den Berg · Wiśniowski · van der Lee (stagiair)
Amador · Beloki · Bettiol(tot 14/8) · Bissegger · Carapaz · Carr · Carthy · Cepeda · Chaves · Costa · de Bod · Doull · Healy · Honoré · Nerurkar · Piccolo(tot 21/6) · Powless · Quinn · Rafferty · Rootkin-Gray · Rutsch · Ryan · Shaw · Steinhauser · Sweeny · Todome · Urán · Valgren · van den Berg · van der Lee · Hlady (stagiair) · Lovidius (stagiair)
Ballerini · Battistella · Bettiol (vanf 15/8) · Bol · Brusenskii · Cavendish · Charmig · Fjodorov · Fortunato · Garofoli · Gazzoli · Giditş · Groezdev · Kanter · Koezmin · López · Loetsenko · Maroechin · Mulubrhan · Mørkøv · Pronskii · Scaroni · Schelling · Selig · Syritsa · Tejada · Tsjzjan · Umba · Velasco · Vinokoerov · Goyo (stagiair) · Smirnov (stagiair) · Trezise (stagiair)